# Bakónaki-patak
Bakónaki-patak är ett vattendrag i Ungern.   Det ligger i provinsen Zala, i den västra delen av landet, 180 km sydväst om huvudstaden Budapest.